# Mikroregion Nova Andradina

Mikroregion Nova Andradina

Mikroregion Nova Andradina – mikroregion w brazylijskim stanie Mato Grosso do Sul należący do mezoregionu Leste de Mato Grosso do Sul.

## Gminy
- Anaurilândia;
- Bataguassu;
- Batayporã;
- Nova Andradina;
- Taquarussu.